# San Giobbe

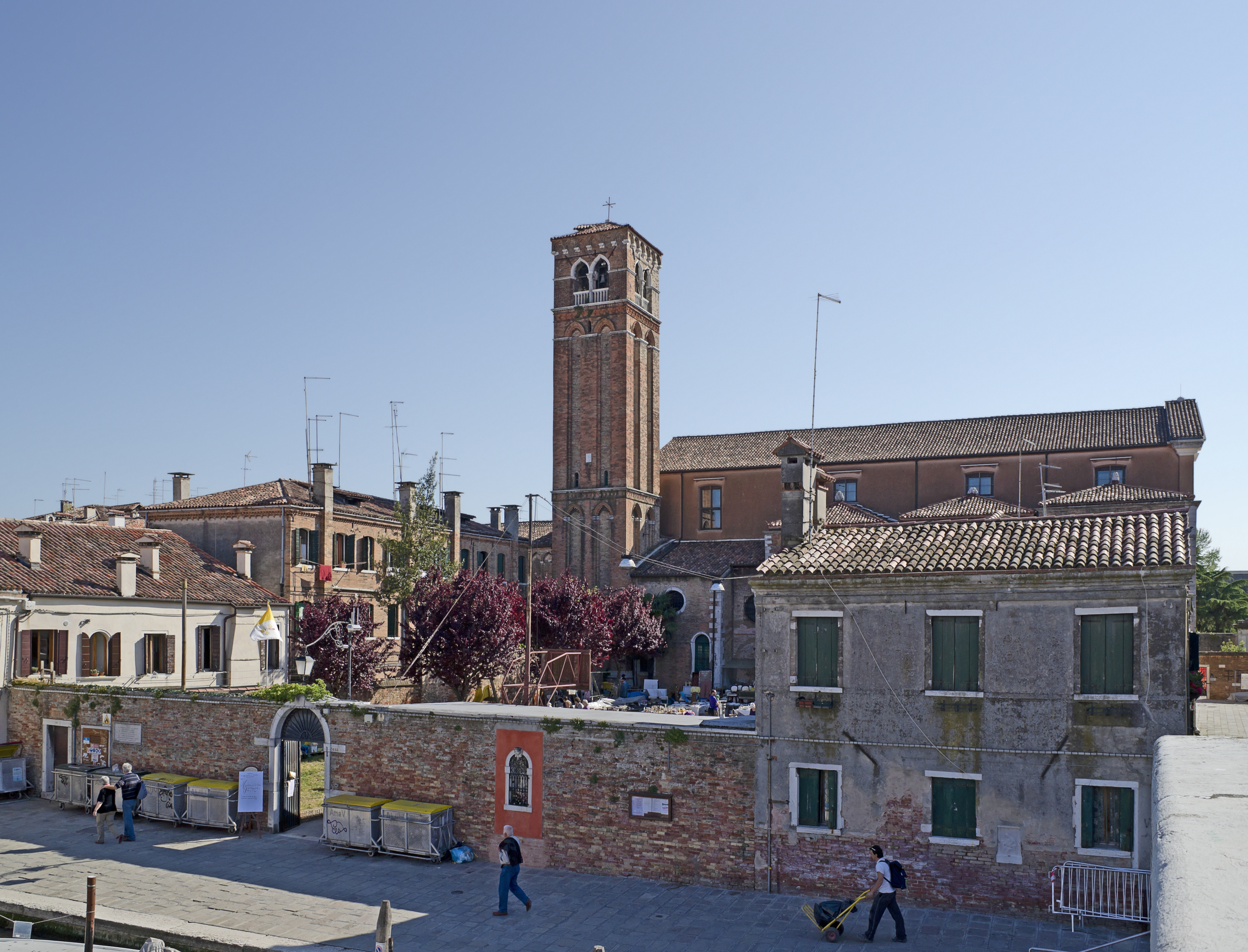

San Giobbe (Sant Job en català) és una església catòlica de Venècia (Itàlia), dedicada a Job. És al sestiere de Cannaregio, amb vistes al camp i al riu de Sant Job, molt a prop del Pont dels Tres Arcs. És una de les cinc esglésies votives construïdes a Venècia després de l'inici de la pesta.
El 1378 un hospici amb un petit oratori adjunt dedicat a sant Job fou iniciat en aquest indret per Giovanni Contarini, en un terreny de la seva propietat prop de casa seva. Fou acabat per la seva filla Llúcia, amb l'ajuda dels frares Menors Observants. L'oratori fou reemplaçat per l'actual església per Bernardí de Siena, amb el suport financer del dux Cristoforo Moro (1462-1471) en agraïment per la profecia de Bernardí augurant que esdevindria dux, i Cristoforo donà 10.000 ducats per a la construcció de les obres el 1471, tres mesos abans de morir, i fou enterrat a l'església. Els treballs començaren el 1450, s'aturaren fins al 1470, i fou consagrada finalment el 1493. És un dels primers exemples d'arquitectura renaixentista a la ciutat. Fou iniciada per Antonio Gambello en estil gòtic i, quan es començà a treballar de nou el 1470, fou completada per l'escultor i arquitecte Pietro Lombardo en estil ja renaixentista, amb l'últim disseny de l'actual arc de l'altar i la porta principal, així com gran part de la decoració de l'interior.
Conté la tomba de René de Voyer de Paulmy d'Argenson, ambaixador francès a la República de Venècia, realitzada pels escultors francesos Claude Perreau i Thomas Blanchet. Elements decoratius als altars, amb obres de Vivarini, Pietro Lombardo, Luca della Robbia, Basaiti i Bordone. També formaren part de la decoració de l'església els quadres Verge entronitzada amb sants i àngels de Giovanni Bellini i La presentació de Jesús al temple de Vittore Carpaccio, que actualment es troben a la Galeria de l'Acadèmia de Venècia.